# Westfield Glòries
Westfield Glòries es un centro comercial ubicado en el distrito barcelonés de San Martín (España) inaugurado el 18 de abril de 1995, propiedad de Unibail-Rodamco-Westfield. Dispone de una superficie de 250 000 m², de ellos 56 300 m² están destinados al comercio y 38 000 m² al ocio. Cuenta con 166 tiendas repartidas en 3 niveles diferentes y un aparcamiento soterrado con capacidad para 3000 vehículos. En 2001 el centro sufrió una remodelación. Entre los años 2013 y 2017 el centro comercial se remodeló por completo incluyendo tiendas, restaurantes, cine y el nacimiento de "El Mercat".

## Accesos y transporte
Metro
- Línea 1 del Metro de Barcelona: estación de Glòries

Tranvía
- Línea T4 del Trambesòs: estación de Ca l'Aranyó.
- Líneas T5 y T6 del Trambesòs: estaciones de La Farinera y Can Jaumandreu.

Autobús urbano
- - 7 Línea 7 de Transportes Metropolitanos de Barcelona.
  - 192 Línea 192 de Transportes Metropolitanos de Barcelona.
  - H12 Línea H12 de Transportes Metropolitanos de Barcelona.
  - V23 Línea V23 de Transportes Metropolitanos de Barcelona.
  - V25 Línea V25 de Transportes Metropolitanos de Barcelona.
  - N2 Línea N2 del Nitbus.
  - N7 Línea N7 del Nitbus.

Bicing
- Estación nº42 del Bicing: calle Ciutat de Granada 168 con av. Diagonal[3]